# Bursa corrugata
Bursa corrugata är en snäckart som beskrevs av Perry 1811. Bursa corrugata ingår i släktet Bursa och familjen Bursidae.

## Utbredning
B. corrugata förekommer i sydöstra Florida, Colombia, Brasilien och västra Afrika.

## Skillnader mellan underarter
Bursa corrugata - är brun eller mörkbrun till utseendet, ibland med mörka ränder som löper horisontellt längs hela sidan.
Bursa corrugata ssp. ponderosa - mycket lik nominatarten B. corrugata. I många fall saknar denna underart de linjer som löper horisontellt på nominatarten. Underarten är oftast jämnfärgad, från ljusbrun till brunröd. 
Bursa corrugata ssp. corrugata (var. caelata) - har en något mer långsmal kropp än nominatarten med distinkta ränder som löper horisontellt över kroppen.
Bursa corrugata ssp. pustulosa - betydligt mindre än nominatarten i storlek och med en mer kompakt kroppsform. Underarten är jämnt färgad, från askgrå till rödbrun.
Bursa corrugata ssp. pustulosa (var. jabik) - har ett stenliknande utseende, med en färgning från grått till gult och med distinkta linjer som löper horisontellt längs kroppen.  
Källor: http://www.gastropods.com/Taxon_pages/TN_Family_BURSIDAE.shtml

## Underarter
Arten delas in i följande underarter:
- B. c. corrugata (var. caelata) - Broderip 1833
- B. c. ponderosa - Reeve 1844
- B. c. pustulosa - Reeve 1844
- B. c. pustulosa (var. jabik) - Fischer Piette 1942

## Bildgalleri

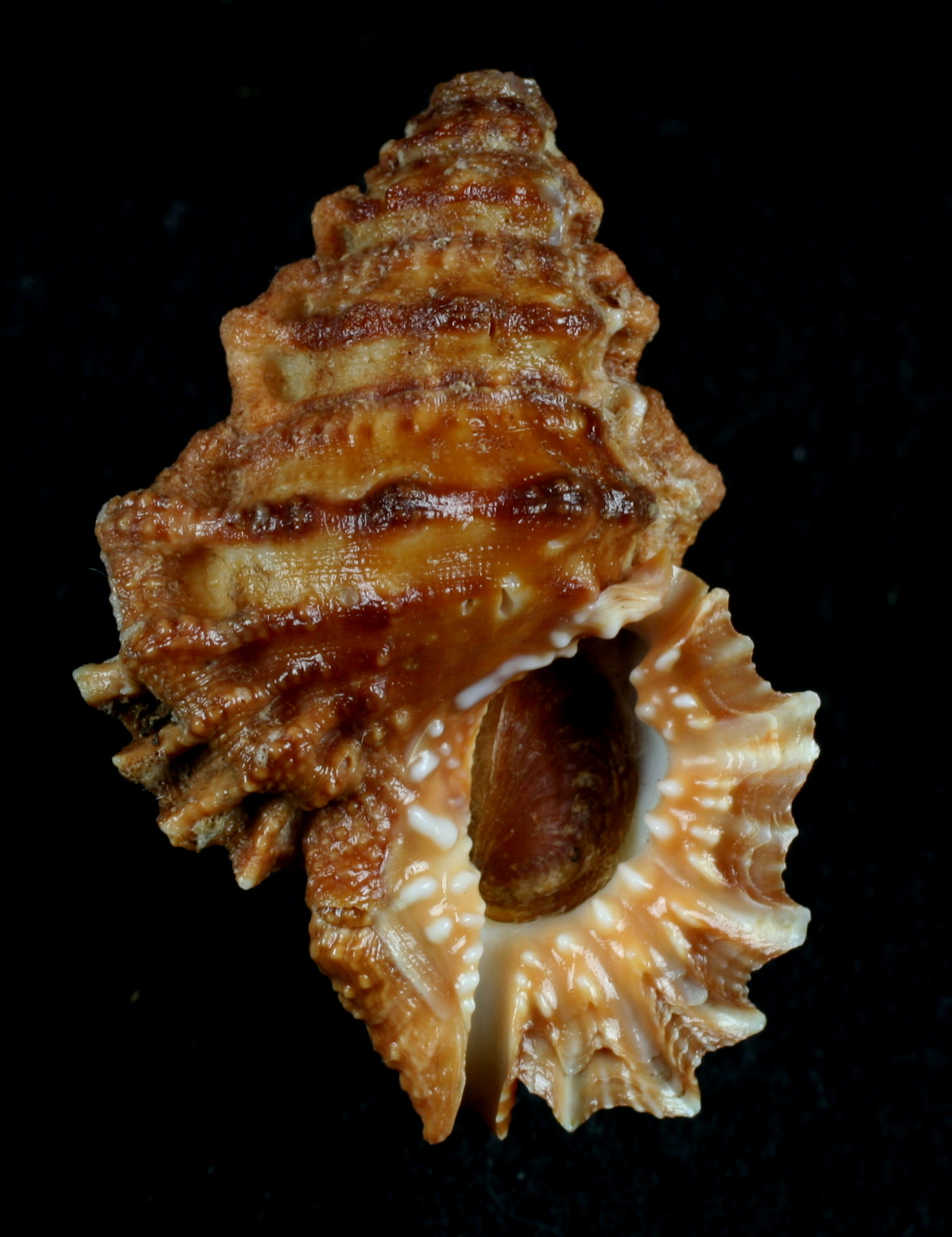